# Roger Devemy
Roger Devemy (* 28. Juli 1910 in Thiant, Département Nord; † 4. August 1998 in Sanary-sur-Mer) war ein französischer Politiker. Von 1945 bis 1955 und von 1958 bis 1962 war er Abgeordneter der Nationalversammlung.

## Frühes Leben und Widerstand
Devemy wurde 1910 als Kind einer Arbeiterfamilie geboren und war nach Abitur und Studium als Lehrer tätig. Mit dem Ausbruch des Zweiten Weltkriegs 1939 wurde er eingezogen und trat 1941 nach der Besatzung Frankreichs durch die Wehrmacht der Résistance bei. Im Januar 1944 wurde er dafür von der Gestapo verhaftet und im KZ Royallieu festgehalten. Aus der Gefangenschaft kehrte er als Invalide zurück und wurde für seine Verdienste im Verlauf des Krieges mit dem Croix de Guerre ausgezeichnet und in die Ehrenlegion aufgenommen.

## Politische Karriere
Kurz nach Kriegsende trat Devemy im Département Saône-et-Loire dem gaullistischen Mouvement républicain populaire und wurde 1945 in diesem Département in die erste verfassungsgebende Nationalversammlung gewählt. Sowohl im Juni 1946 bei den Wahlen zum zweiten verfassungsgebenden Parlament als auch bei den ersten regulären Wahlen im Oktober 1946 wurde er als Abgeordneter bestätigt. Dies gelang ihm erneut 1951. Aufgrund eines Umzugs nach Nancy kandidierte Devemy im Januar 1956 im Département Meurthe-et-Moselle, zu dem Nancy zählt. Dort konnte er seine guten Ergebnisse aus der alten Heimat nicht wiederholen und schied dementsprechend aus dem Parlament aus. Allerdings gelang ihm bei den folgenden Parlamentswahlen 1958, die die ersten der Fünften Republik darstellten, ein weiteres Mal der Sprung in die Nationalversammlung. Das Département Meurthe-et-Moselle vertrat er bis 1962.